# Grand Prix na Żużlu 2000
Grand Prix IMŚ na Żużlu 2000 (SGP) – to szósty sezon rozstrzygania tytułu najlepszego żużlowca na świecie w formule Grand Prix. W sezonie 2000 22 żużlowców zmaga się o tytuł podczas 6 rund.

## Zasady
W 2000 obowiązywała taka sama tabela biegowa jak w sezonie 1999. Liczba stałych uczestników także pozostała bez zmian, jednak zmienił się system ich kwalifikacji: z Finału Interkontynentalnego i Kontynentalnego bezpośredni awans uzyskali tylko zwycięzcy, natomiast z GP Challenge awansowała czołowa dziesiątka. Po raz pierwszy mistrz świata juniorów z poprzedniego sezonu nie otrzymał prawa startu w cyklu (ponieważ dotychczas mistrzowie świata słabo spisywali się w gronie najlepszych zawodników świata). Przy czym należy zaznaczyć, że de facto bezpośredni awans z GP 1999 zapewniła sobie czołowa dwunastka zawodników, ponieważ 5 w klasyfikacji Mark Loram startował z dziką kartą i nie był brany pod uwagę przy promocji (awans uzyskał z GP Challenge). Brązowy medalista Hans Nielsen zaraz po zakończeniu cyklu ogłosił zakończenie kariery i dwunasty Chris Louis był zwolniony ze startu w Challenge.
Pierwsza część zawodów (biegi 1-10) nazwano Turniejem eliminacyjnym, który był wstępem do Turnieju głównego (biegi 11-20). Zawody kończyły się czterema biegami finałowymi (dwa półfinały, finał pocieszenia – Mały Finał, oraz Dużym Finałem).
W turnieju głównym rozstawiono najlepszą ósemkę z poprzedniego sezonu (w pierwszym turnieju), a od następnego najlepszą ósemkę z poprzedniej eliminacji (spośród stałych uczestników).
Zarówno w turnieju eliminacyjnym jak i w turnieju głównym dwa słabsze biegi (trzecie lub czwarte miejsce) oznaczało odpadnięcie z turnieju i otrzymanie stosownej liczby punktów (w zależności od zajętego miejsca).
Do Grand Prix 2000 bezpośrednio kwalifikowała się czołowa dziesiątka, pozostali stali uczestnicy wystartowali w Grand Prix Challenge 1999.

### Punkty GP
Klasyfikacja generalna Grand Prix tworzona jest na podstawie zdobytych punktów Grand Prix. Punkty za zajęte miejsce w końcowej klasyfikacji poszczególnej eliminacji obowiązywały takie same niezmiennie od 1998.
Zawodnicy, którzy kończyli rywalizację w turnieju eliminacyjnym zajmowali miejsca 17-24. Kończąc zawody na turnieju głównym zostało się sklasyfikowanym na miejscach 9-16. Miejsca czołowej ósemki były zarezerwowane dla uczestników biegów finałowych.
Miejsca 9-24 były parami sobie równe (tzn dwóch zawodników kończyło rywalizację z tą samą liczbą punktów. Na wyższym miejscu sklasyfikowany był ten zawodnik, który miał niższy numer startowy.
| 1. – 25 punktów 2. – 20 punktów 3. – 18 punktów 4. – 16 punktów 5. – 15 punktów 6. – 14 punktów 7. – 12 punktów 8. – 10 punktów | 9. – 8 punktów 10. – 8 punktów 11. – 7 punktów 12. – 7 punktów 13. – 6 punktów 14. – 6 punktów 15. – 5 punktów 16. – 5 punktów | 17. – 4 punktów 18. – 4 punktów 19. – 3 punktów 20. – 3 punktów 21. – 2 punktów 22. – 2 punktów 23. – 1 punktów 24. – 1 punktów |

## Zawodnicy
W każdej z eliminacji startowało 24 zawodników (22 stałych uczestników oraz dwóch z dziką kartą):
| - Czołowa dziesiątka z Grand Prix 1999: 1. Tony Rickardsson 2. Tomasz Gollob 3. Jimmy Nilsen 4. Joe Screen 5. Leigh Adams 6. Jason Crump 7 Greg Hancock 8. Ryan Sullivan 9. Stefan Dannö 10. Chris Louis - Czołowa dziesiątka z GP Challenge 1999: 11. Billy Hamill 12. Mikael Karlsson 13. Carl Stonehewer 14. Brian Karger 15. Henrik Gustafsson 16. Mark Loram 17. Andy Smith 18. Antonín Kasper 19. Peter Karlsson 20. Brian Andersen | - Zwycięzca Finału Interkontynentalnego: 21. Todd Wiltshire - Zwycięzca Finału Kontynentalnego: 22. Rafał Dobrucki - Zawodnicy z dziką kartą (numery 23. i 24.): 23. Nicki Pedersen (2 razy) 23. Piotr Protasiewicz (2 razy) 23. ichal Makovský (raz) 24. Bohumil Brhel (raz) 24. Rune Holta (raz) 24. Sebastian Ułamek (raz) 23. Martin Dugard (raz) 24. Lee Richardson (raz) 24. Jesper B. Jensen (raz) 24. Jarosław Hampel (raz) - Stali rezerwowi: 25. John Jørgensen (raz) 28. Jason Lyons (raz) |

## Terminarz i wyniki
Sezon 2000 składał się z 6 rund, które odbyły się w pięciu krajach (dwie rundy w Polsce).
| Lp. | Data        | Grand Prix        | Stadion            | Miasto    | Zwycięzca        |        |
| --- | ----------- | ----------------- | ------------------ | --------- | ---------------- | ------ |
| 1   | 6 maja      | Czech             | Stadion Markéta    | Praga     | Billy Hamill     | Wyniki |
| 2   | 3 czerwca   | Szwecji           | Motorstadium       | Linköping | Jason Crump      | Wyniki |
| 3   | 1 lipca     | Polski            | Stadion Olimpijski | Wrocław   | Tony Rickardsson | Wyniki |
| 4   | 29 lipca    | Wielkiej Brytanii | Coventry Stadium   | Coventry  | Martin Dugard    | Wyniki |
| 5   | 2 września  | Danii             | Speedway Center    | Vojens    | Greg Hancock     | Wyniki |
| 6   | 23 września | Europy            | Stadion Polonii    | Bydgoszcz | Billy Hamill     | Wyniki |

## Klasyfikacja końcowa
| Lp. | Zawodnik                | Suma | Czechy | Szwecja | Polska | Wielka Brytania | Dania | Unia Europejska |
| 1   | (16) Mark Loram         | 102  | 20     | 20      | 15     | 18              | 15    | 14              |
| 2   | (11) Billy Hamill       | 95   | 25     | 6       | 20     | 5               | 14    | 25              |
| 3   | (1) Tony Rickardsson    | 94   | 14     | 16      | 25     | 14              | 7     | 18              |
| 4   | (6) Jason Crump         | 88   | 5      | 25      | 12     | 10              | 20    | 16              |
| 5   | (7) Greg Hancock        | 76   | 7      | 5       | 7      | 12              | 25    | 20              |
| 6   | (5) Leigh Adams         | 65   | 6      | 10      | 16     | 15              | 12    | 6               |
| 7   | (2) Tomasz Gollob       | 64   | 15     | 14      | 14     | -               | 6     | 15              |
| 8   | (21) Todd Wiltshire     | 63   | 16     | 18      | 7      | 7               | 3     | 12              |
| 9   | (8) Ryan Sullivan       | 62   | 8      | 12      | 8      | 20              | 8     | 6               |
| 10  | (10) Chris Louis        | 60   | 18     | 7       | 18     | 8               | 5     | 4               |
| 11  | (3) Jimmy Nilsen        | 42   | 6      | 15      | 5      | 6               | 2     | 8               |
| 12  | (9) Stefan Dannö        | 41   | 3      | 4       | 10     | 6               | 18    | 0               |
| 13  | (12) Mikael Karlsson    | 39   | 12     | 8       | 4      | 8               | 5     | 2               |
| 14  | (15) Henrik Gustafsson  | 39   | 8      | 4       | 2      | 5               | 10    | 10              |
| 15  | (19) Peter Karlsson     | 35   | 3      | 2       | 8      | 7               | 8     | 7               |
| 16  | (4) Joe Screen          | 34   | 5      | 5       | 6      | 3               | 7     | 8               |
| 17  | (18) Antonín Kasper     | 32   | 7      | 6       | 5      | 4               | 6     | 4               |
| 18  | (13) Carl Stonehewer    | 30   | 10     | 7       | 3      | 4               | 3     | 3               |
| 19  | (23) Martin Dugard      | 25   | –      | -       | -      | 25              | -     | -               |
| 20  | (23) Nicki Pedersen     | 17   | –      | 1       | -      | -               | 16    | -               |
| 21  | (22) Rafał Dobrucki     | 16   | 4      | 3       | 3      | -               | 1     | 5               |
| 22  | (28) Jason Lyons        | 16   | –      | -       | -      | 16              | -     | -               |
| 23  | (20) Brian Andersen     | 15   | 4      | 2       | 1      | 2               | 4     | 2               |
| 24  | (14) Brian Karger       | 13   | 2      | 3       | 4      | 1               | 2     | 1               |
| 25  | (17) Andy Smith         | 10   | 2      | 1       | 1      | 2               | 1     | 3               |
| 26  | (24) Rune Holta         | 8    | –      | 8       | -      | -               | -     | -               |
| 27  | (24) Jarosław Hampel    | 7    | –      | -       | -      | -               | -     | 7               |
| 28  | (24) Sebastian Ułamek   | 6    | –      | -       | 6      | -               | -     | -               |
| 29  | (24) Jesper B. Jensen   | 4    | –      | -       | -      | -               | 4     | -               |
| 30  | (23) Piotr Protasiewicz | 3    | –      | -       | 2      | -               | -     | 1               |
| 31  | (24) Lee Richardson     | 3    | –      | -       | -      | 3               | -     | -               |
| 32  | (23) Michal Makovský    | 1    | 1      | -       | -      | -               | -     | -               |
| 33  | (24) Bohumil Brhel      | 1    | 1      | -       | -      | -               | -     | -               |
| 34  | (25) John Jørgensen     | 1    | –      | -       | -      | 1               | -     | -               |
| Lp. | Zawodnik                | Suma | Czechy | Szwecja | Polska | Wielka Brytania | Dania | Unia Europejska |